# Pseudophacopteron canarium
Pseudophacopteron canarium är en insektsart som beskrevs av Yang och Li 1983. Pseudophacopteron canarium ingår i släktet Pseudophacopteron och familjen Phacopteronidae. Inga underarter finns listade i Catalogue of Life.